# Pablo Emilio Madero
Pablo Emilio Madero Belden (San Pedro de las Colonias, Coahuila, 3 de agosto de 1921 - Monterrey, Nuevo León, 16 de marzo de 2007) fue un ingeniero químico y político mexicano, antiguo miembro del Partido Acción Nacional desde 1939 como miembro juvenil. Tuvo múltiples cargos gerenciales en las empresas vidrieras nacionales como Vidrio Plano de Vitro y Vidrios y Cristales. 
Fue hijo del General Brigadier revolucionario Emilio Madero González y, por lo tanto, sobrino de Francisco I. Madero, la principal figura política del inicio de la Revolución mexicana.
Fue candidato a la Presidencia de la República en las elecciones federales de 1982, compitiendo contra el candidato del Partido Revolucionario Institucional, Miguel de la Madrid. 
También fue presidente Nacional del PAN de 1984 a 1987, buscó la reelección en dicho cargo pero fue derrotado por Luis H. Álvarez. En 1991 renunció al PAN junto con otros antiguos militantes debido a su desacuerdo con la dirigencia nacional, a la que acusaban de haber claudicado ideales y principios en favor de acuerdos con el gobierno de Carlos Salinas de Gortari. Estos antiguos militantes trataron de formar el Partido Foro Democrático, y en 1994 Madero volvió a ser candidato a la presidencia de la república, esta vez por el Partido Demócrata Mexicano, que se unió con varias organizaciones sociales y se denominó Unión Nacional Opositora.